# Exocentrus similis
Exocentrus similis är en skalbaggsart som beskrevs av Stefan von Breuning 1968. Exocentrus similis ingår i släktet Exocentrus och familjen långhorningar. Inga underarter finns listade i Catalogue of Life.